# جائزة العمر للقصص القصيرة
جائزة العمر للقصص القصيرة هي مسابقة تقام بالاشتراك مع نادي القلم الدولي ،و هي رابطة الكتاب الدولية.التي تأسست عام 1979. و تم تشغيلها من 1979 إلى 1984 بالتزامن مع قصة التابلويد   وكان معروفًا باسم جوائز العمر - قصة التابلويد .  و قد فاز بالجائزة الافتتاحية هاريس سمارت. و من شروط الفوز بالجائزة انه يجب أن تكون المشاركات غير منشورة ، وأقل من 3000 كلمة.  و يتم منح ثلاث جوائز وتُنشر القصص الفائزة في صحيفة العمر وعلى الإنترنت.

## الروابط خارجية
- Serge Liberman
- Writers Come of Age